# Typ-III-Von-Neumann-Algebra
Typ-III-Von-Neumann-Algebren sind spezielle in der mathematischen Theorie der Von-Neumann-Algebren betrachtete Algebren. Es handelt sich um den dritten von drei Typen der Typklassifikation von Von-Neumann-Algebren. Diese lassen sich nach einem Satz von M. Takesaki aus Typ-II-Von-Neumann-Algebren konstruieren. 

## Definitionen
Eine Projektion in einer Von-Neumann-Algebra {\displaystyle A} ist ein selbstadjungiertes idempotentes Element {\displaystyle e}, das heißt, es gilt {\displaystyle e=e^{*}=e^{2}}. Eine solche Projektion heißt endlich, falls aus {\displaystyle e=v^{*}v} und {\displaystyle vv^{*}\leq e} stets {\displaystyle vv^{*}=e} folgt. Eine Von-Neumann-Algebra heißt vom Typ III, falls sie keine von 0 verschiedenen endlichen Projektionen besitzt.

## Beispiele
Im Artikel zu den W*-dynamischen Systemen ist eine Konstruktion beschrieben, die zu Typ III Von-Neumann-Algebren führt. Die unten beschriebene Connes-Klassifikation der Typ III Faktoren liefert weitere Beispiele.

## Satz von Takesaki
Der Satz von Takesaki führt die Typ-III-Von-Neumann-Algebren auf Typ-II∞-Algebren zurück: 
Zu jeder Typ-III-Von-Neumann-Algebra {\displaystyle A} gibt es W*-dynamisches System {\displaystyle (A_{1},\mathbb {R} ,\alpha )}, wobei {\displaystyle A_{1}} eine Typ-II∞-Algebra ist, so dass {\displaystyle A\cong A_{1}\ltimes _{\alpha }\mathbb {R} }.
Dazu verwendet man das W*-dynamische System {\displaystyle (A,\mathbb {R} ,\sigma )}, das sich aus der Tomita-Takesaki-Theorie ergibt, und bildet die Typ-II∞-Algebra {\displaystyle A_{1}:=A\ltimes _{\sigma }\mathbb {R} }. Mit dem dualen W*-dynamischen System {\displaystyle (A_{1},\mathbb {R} ,{\hat {\sigma }})} folgt dann 
{\displaystyle A_{1}\ltimes _{\hat {\sigma }}\mathbb {R} =(A\ltimes _{\sigma }\mathbb {R} )\ltimes _{\hat {\sigma }}\mathbb {R} \cong A\otimes L(L^{2}(\mathbb {R} ))}     wegen Dualität
{\displaystyle \cong A},     da {\displaystyle A} eine Typ-III-Von-Neumann-Algebra ist.

## Connes-Klassifikation von Typ-III-Faktoren
Zu einem Typ-III-Faktor, das heißt zu einer Typ-III-Von-Neumann-Algebra mit Zentrum {\displaystyle \mathbb {C} \cdot 1}, konstruieren wir eine isomorphieinvariante Zahl {\displaystyle \lambda \in [0,1]}, die dann zum Begriff des Typ-IIIλ-Faktors führt.
Sei {\displaystyle \varphi } ein normaler Zustand auf der Von-Neumann-Algebra {\displaystyle A}. Dann gibt es eine kleinste Projektion {\displaystyle p\in A} mit {\displaystyle \varphi (p)=1}. Dann ist {\displaystyle pAp} eine Von-Neumann-Algebra und die Einschränkung von {\displaystyle \varphi } ist ein treuer, normaler Zustand, auf den die Tomita-Takesaki-Theorie angewendet werden kann, das heißt, es gibt einen modularen Operator {\displaystyle \Delta _{\varphi }}. 
Da dieser ein positiver Operator ist, liegt dessen Spektrum {\displaystyle \sigma (\Delta _{\varphi })} in {\displaystyle \mathbb {R} _{0}^{+}}.  Man definiert
{\displaystyle S(A):=\bigcap \{\sigma (\Delta _{\varphi });\,\varphi {\text{ normaler Zustand auf }}A\}\subset \mathbb {R} _{0}^{+}}.
Man kann zeigen, dass 0 genau dann in {\displaystyle S(A)} liegt, wenn {\displaystyle A} vom Typ III ist, anderenfalls gilt {\displaystyle S(A)=\{1\}}. 
Für σ-endliche Faktoren liegt genau einer der folgenden drei Fälle vor:
- {\displaystyle S(A)\setminus \{0\}=\{1\}}
- {\displaystyle S(A)\setminus \{0\}=\{\lambda ^{n};\,n\in \mathbb {Z} \}} für ein {\displaystyle 0<\lambda <1}
- {\displaystyle S(A)\setminus \{0\}=\mathbb {R} ^{+}}

Im ersten Fall nennt man {\displaystyle A} einen Typ-III0-Faktor, im zweiten Fall einen Typ-IIIλ-Faktor und im dritten Fall einen Typ-III1-Faktor. Dies ist die Connes-Klassifikation der Typ-III-Faktoren.
Sind {\displaystyle \lambda ,\mu \in [0,1]} verschieden, so ist ein Typ-IIIλ-Faktor nicht isomorph zu einem Typ-IIIµ-Faktor, denn die Menge {\displaystyle S(A)} ist eine Isomorphie-Invariante. Es gibt also ein Kontinuum von paarweise nicht isomorphen Typ-III-Faktoren. 
Wir wollen kurz die Existenz der Typ-IIIλ-Faktoren besprechen. Dazu konstruieren wir einen Zustand {\displaystyle \varphi _{\mu }} auf der CAR-Algebra.
Zu einem {\displaystyle \mu \in [0,1]} kann man rekursiv Zustände {\displaystyle \varphi _{\mu }^{(n)}:M_{2^{n}}\rightarrow \mathbb {C} } definieren, wobei
- {\displaystyle \varphi _{\mu }^{(0)}:M_{2^{0}}\cong \mathbb {C} \rightarrow \mathbb {C} } die identische Abbildung sei und
- {\displaystyle \varphi _{\mu }^{(n)}(x)=\mu \varphi _{\mu }^{(n-1)}(x_{1,1})+(1-\mu )\varphi _{\mu }^{(n-1)}(x_{2,2})} für jedes {\displaystyle n>0}, wobei {\displaystyle x=(x_{i,j})} als {\displaystyle 2\times 2}-Matrix mit Elementen aus {\displaystyle M_{2^{n-1}}} geschrieben ist.

Dann ist die Einschränkung von {\displaystyle \varphi _{\mu }^{(n)}} auf {\displaystyle M_{2^{n-1}}} gleich {\displaystyle \varphi _{\mu }^{(n-1)}}, denn gemäß der Einbettung 
{\displaystyle M_{2^{n-1}}\ni x\mapsto {\begin{pmatrix}x&0\\0&x\end{pmatrix}}\in M_{2^{n}}}
ist
{\displaystyle (\varphi _{\mu }^{(n)}|_{M_{2^{n-1}}})(x)=\varphi _{\mu }^{(n)}({\begin{pmatrix}x&0\\0&x\end{pmatrix}})=\mu \varphi _{\mu }^{(n-1)}(x)+(1-\mu )\varphi _{\mu }^{(n-1)}(x)=\varphi _{\mu }^{(n-1)}(x)}.
Daher gibt es auf der CAR-Algebra einen eindeutigen Zustand {\displaystyle \varphi _{\mu }}, der auf allen {\displaystyle M_{2^{n}}} mit {\displaystyle \varphi _{\mu }^{(n)}} übereinstimmt. Zum Zustand {\displaystyle \varphi _{\mu }} gehört mittels GNS-Konstruktion eine Hilbertraum-Darstellung {\displaystyle \pi _{\mu }:A\rightarrow L(H_{\mu })} auf einem Hilbertraum {\displaystyle H_{\mu }}. Für {\displaystyle 0<\mu <{\frac {1}{2}}} ist das Bild {\displaystyle \pi _{\mu }(A)\subset L(H_{\mu })} eine C*-Algebra, deren Abschluss in der schwachen Operatortopologie ein Faktor vom Typ IIIλ ist, wobei {\displaystyle \textstyle \lambda ={\frac {\mu }{1-\mu }}}.